# Драси Сен Луп
Драси Сен Луп (фр. Dracy-Saint-Loup) насеље је и општина у источном делу централне Француске у региону Бургоња, у департману Саона и Лоара која припада префектури Отен.
По подацима из 2011. године у општини је живело 607 становника, а густина насељености је износила 28,63 становника/km². Општина се простире на површини од 21,2 km². Налази се на средњој надморској висини од 303 метара (максималној 371 m, а минималној 289 m).

## Демографија
| 1962. | 1968. | 1975. | 1982. | 1990. | 1999. | 2011. |
| ----- | ----- | ----- | ----- | ----- | ----- | ----- |
| 414   | 480   | 477   | 575   | 663   | 615   | 607   |

График промене броја становника у току последњих година